# Ífingr
Ífingr (Ífing vagy Íving) az istenek világát, Asgardot az óriások földjétől, Jotunheimtől elválasztó folyó amely sohasem fagy be. A folyó olyan sebes sodrású, hogy még az óriások sem tudnak átgázolni rajta.
A Verses Eddában így hangzik Odin szájából a Vaftrúdnir-ének 16. szakasza:
A folyó neve Íving,

az istenek földjétől

óriás-országot ez választja;

fagy nem veri vizét,

folyik az folyton-folyvást,

láb át nem lábol rajta.